# دوران تفاضلي
في علم الفلك يحدث الدوران التفاضلي عندما تتحرك اجزاء مختلفة من جسم ما يدور حول نفسة بسرعات زاوية مختلفة في خطوط العرض المختلفة، أو في خط الاستواء أو في عمق الجسم نفسة. وهذا يدل على أنه جسم غازي أو مائع، وينطبق ذلك على احزمة الغاز والغبار الكوني أو مايطلق علية القرص المزود. وفي النظام الشمسي ينطبق ذلك على الشمس والكواكب الغازية،زحل ، المشتري، اورانوس ، ونبتون.
في حوالي عام 1610، لاحظ غاليليو غاليلي البقع الشمسية وحساب دوران الشمس. في عام 1630 ، أعلن كريستوف شاينر أن الشمس كانت لها فترات دوران مختلفة في القطبين وعند خط الاستواء، في اتفاق جيد مع القيم الحديثة.

## الشمس

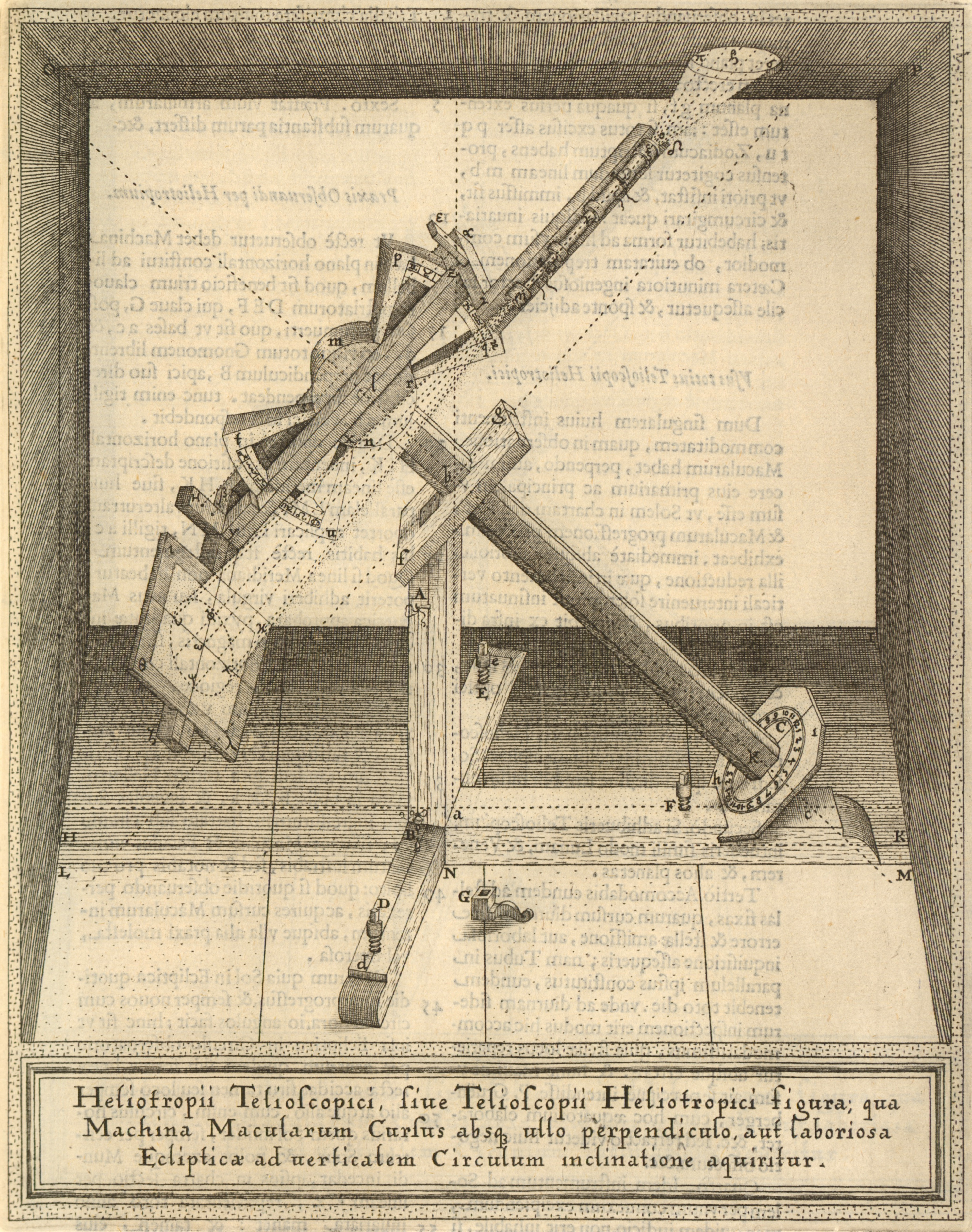
-اداة الكلف الشمسي لكرستوفر (طبعت بين 1626-1630)

في عام 1610 راقب غاليليو بقع الشمس وقام بحساب معدل دوران الشمس حول نفسها، وفي عام 1630 اشار العالم كريستوف شاينر

الدوران الداخلي للشمس يظهر دوران تفاضلي في الطبقة الخارجية لمنطقة الحمل الدوران منتظم تقريبا في مركز منطقة الإشعاع، ويسمى التحول بين هذه المناطق خط السرعة

ان للشمس فترة دوران مختلفة، ولاحظ ان فترة دوران القطبين تختلف عن خط الاستواء.
- دوران الشمس

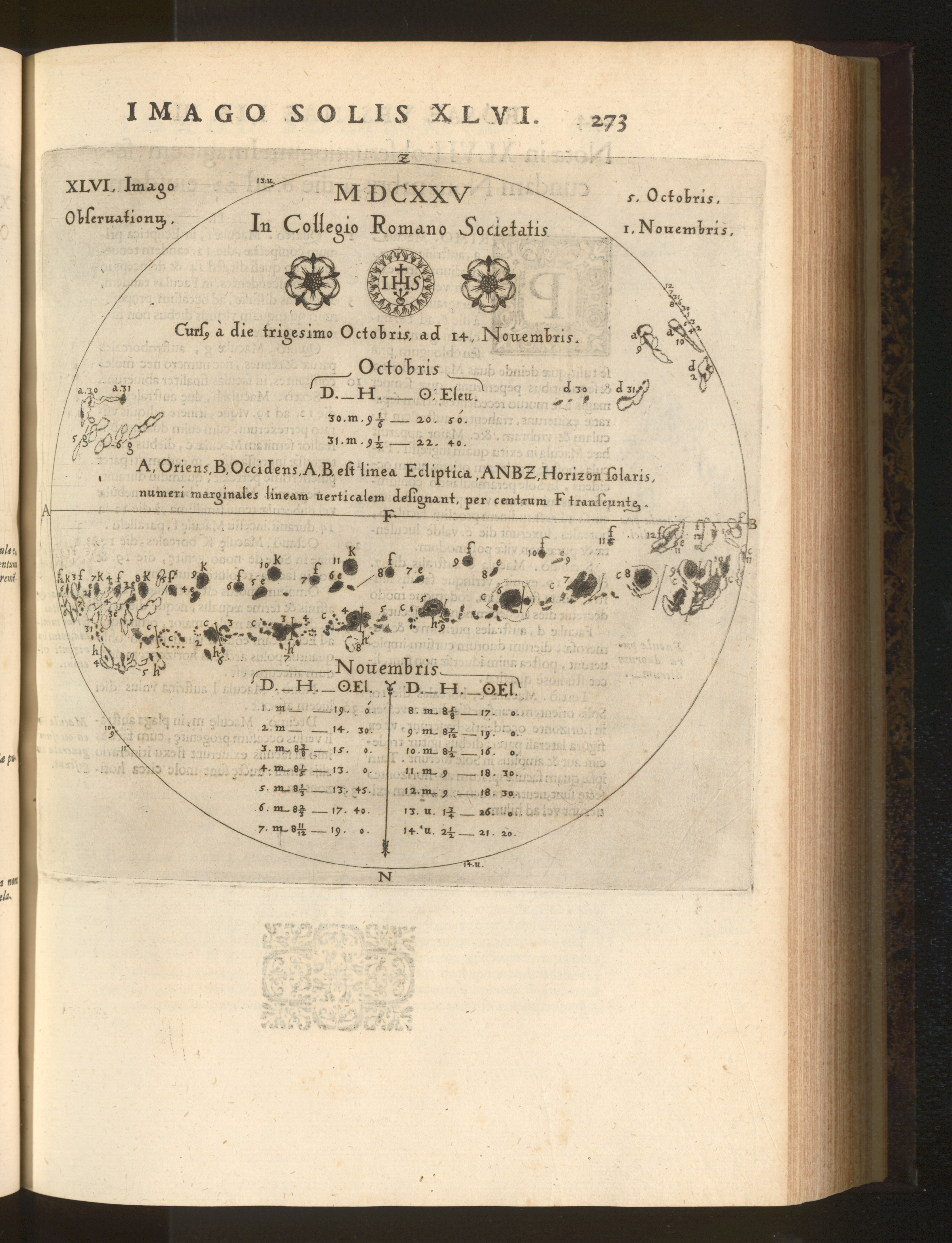
رسم للكلف الشمسي

صورة توضح دوران الشمس (الصورة مأخوذة من ناسا).

يتميز دوران الشمس بالتغير تبعاُ للعرض الجغرافي لأن الشمس مكونة من بلازما غازية. ويلاحظ أن نسبة الدوران تكون الأعلى عند خط الاستواء الشمسي (خط العرض φ=0o) وتقل هذه السرعة كلما ازداد خط العرض. ويصف الدوران التفاضلي للشمس من خلال المعادلة التالية:
{\displaystyle \omega =A+B\,\sin ^{2}(\varphi )+C\,\sin ^{4}(\varphi )}
حيث:
ω : السرعة الزاوية وتقدر بالدرجة/يوم
φ: خط العرض الشمسي، يقدر بالدرجة
A,B,C : ثوابت فيزيائية
تختلف قيمة الثوابت A،B،C تبعاً لطريقة المستخدمة في القياس، والفترة الزمية المدروسة. تعطى القيم المتوسطة المقبولة لهذه الثوابت حالياً كالتالي:
A= 14.713 deg/day ± 0.0491
B= –2.396 deg/day ± 0.188
C= –1.787 deg/day ± 0.253

## الكواكب الغازية
بما أن الكواكب الغازية غير صلبة، فإن الغلاف الجوي العلوي يخضع لدوران تفاضلي. فتكون فترة دوران الغلاف الجوي في المنطقة القطبية في العادة أطول منها في المنطقة الاستوائية.
في كوكب المشتري تكون فترة دوران الغلاف الجوي في المنطقة القطبية أطول بخمس دقائق منها في المنطقة الاستوائية
حتى حركة السحب في الكوكب تتداخل وتتجة في اتجاهات مختلفة ويصعب حساب حركة الدوران بدقة.
. تستخدم ثلاث أنظمة من الأطر المرجعية وخصوصاً عند الحاجة للتمثيل البياني لحركة الغلاف الجوي. يطبق النظام الأول من خط العرض 10 شمالاً إلى الخط 10 جنوباً وينتج عنه الفترة اليومية الأقصر للكوكب وتبلغ وفق هذا النظام 9 ساعة و50 دقيقة و30 ثانية. أما النظام الثاني فيشمل جميع خطوط العرض من الشمال إلى الجنوب وينتج فترة 9 ساعة و55 دقيقة و40.6 ثانية. أما النظام الثالث فعرف بواسطة علم الفلك الكاشوفي ويتوافق مع دوران الغلاف المغناطيسي، وفترة دورانه هي الفترة الرسمية لدوران المشتري.

## حركة التزويد في القرص المزود

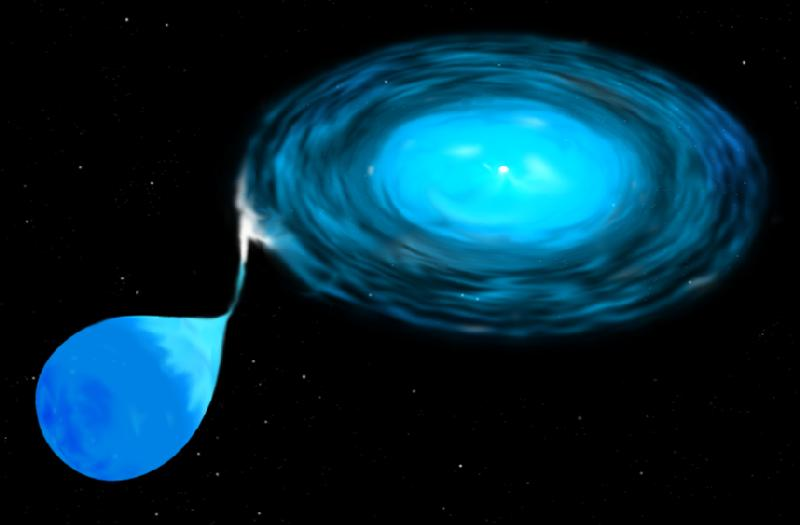
رسم تخيلي لقرص مزود حول نجم ثنائي يجذب مادة من النجم القرين

يدور قرص من الغاز والغبار حول الجسم المركزي ليس بسرعة متساوية وإنما تختلف السرعات للغاز في الجزء الداخلي من القرص عن سرعة الأجزاء في الأطراف. وطبقا قوانين كبلر تدور أجزاء الغاز القريبة من الجسم المركزي أسرع وينتج عن ذلك احتكاك بين جزيئات الغاز وبعضها. ينتج بالتالي عن هذا الاحتكاك تكون الدوامات وتصادم بين الجسيمات وتسقط بعضها بفعل الجاذبية على الجسم المركزي، بذلك تزداد كتلة الجسم المركزي شيئا فشيئا.
أثناء تلك العملية فالجسيم لا بد وأن ينقل زخمه الزاوي إلى الخارج طبقا لقانون انحفاظ الزخم الزاوي ، ويتم ذلك باعطائه زخمه الزاوي لأحد الجسيمات في القرص فيتخذ الجسيم المكتسب للزخم الزاوي مدارا أكبر في القرص مبتعدا عن الجسم المركزي. (هذا أحد تفسيرات تكون أذرعة حلزونية للمجرات حول حوصلة مجرة).
وإذا كان الغاز في القرص قليل التأين فتنشأ عن حركة الأيونات مجالات مغناطيسية تؤثر على حركة الأيونات. وتختلط تأثيرات المغناطيسية الدوارة مع الاحتكاكات الناتجة من الدوامات مما يجعل بعض الجسيمات بسقط على الجسم المركزي وتزيد من كتلته. والنظرية التي تصف حركة البلازما في مجال مغناطيسي نجدها في ديناميكا الموائع المغناطيسية.
.

## فترة التناوب والدوران التفاضلي
في الجدول يظهر تأثير الدوارن التفاضلي على فترة التناوب للكوكب. في الكواكب الصخرية الفترة ثابتة، والوضع مختلف بالنسبة للنجوم ومنها الشمس والكواكب الغازية .
| الجرم             | فترة التناوب                                                                       | فترة التناوب                                    |
| ----------------- | ---------------------------------------------------------------------------------- | ----------------------------------------------- |
| الشمس             | 25.379995 يوماً (استوائي) 35 days (خطوط العرض العلوية)                              | 25ᵈ 9ʰ 7ᵐ 11.6ˢ 35ᵈ                             |
| عطارد             | 58.6462 يوماً                                                                       | 58ᵈ 15ʰ 30ᵐ 30ˢ                                 |
| الزهرة            | –243.0187 يوماً                                                                     | −243ᵈ 0ʰ 26ᵐ                                    |
| الأرض             | 0.99726968 يوماً                                                                    | 0ᵈ 23ʰ 56ᵐ 4.0910ˢ                              |
| القمر             | 27.321661 يوماً (متزامن مع الأرض)                                                   | 27ᵈ 7ʰ 43ᵐ 11.5ˢ                                |
| المريخ            | 1.02595675 يوماً                                                                    | 1ᵈ 0ʰ 37ᵐ 22.663ˢ                               |
| سيريس (كوكب قزم)  | 0.37809 يوماً                                                                       | 0ᵈ 9ʰ 4ᵐ 27.0ˢ                                  |
| المشتري           | 0.4135344 يوماً (داخلي استوائي) 0.41007 يوماً ) 0.41369942 يوماً (خطوط العرض العلوية) | 0ᵈ 9ʰ 55ᵐ 29.37s 0ᵈ 9ʰ 50ᵐ 30ˢ 0ᵈ 9ʰ 55ᵐ 43.63ˢ |
| زحل               | 0.44403 يوماً (داخلي استوائي) 0.426 days 0.443 days (خطوط العرض العلوية)            | 0ᵈ 10ʰ 39ᵐ 24ˢ 0ᵈ 10ʰ 14ᵐ 0ᵈ 10ʰ 38ᵐ            |
| اورانوس           | −0.71833 يوماً                                                                      | −0ᵈ 17ʰ 14ᵐ 24ˢ                                 |
| نبتون             | 0.67125 يوماً                                                                       | 0ᵈ 16ʰ 6ᵐ 36ˢ                                   |
| بلوتو             | −6.38718 يوماً متزامن مع القمر شارون                                                | –6ᵈ 9ʰ 17ᵐ 32ˢ                                  |
| هاوميا (كوكب قزم) | 0.163145 يوماً                                                                      | 0ᵈ 3ʰ 54ᵐ 56ˢ                                   |

## سبب الدوران التفاضلي
تدور النجوم والكواكب في المقام الأول لأن الحفاظ على الزخم الزاوي يتحول بشكل عشوائي إلى أجزاء من السحابة الجزيئية التي تتشكل منها إلى حركة دوّارة أثناء اندماجها. بالنظر إلى هذا الدوران المتوسط للجسم كله، فإن الدوران التفاضلي الداخلي ناتج عن الحمل الحراري في النجوم وهو حركة كتلة، بسبب التدرجات الحادة في درجات الحرارة من اللب إلى الخارج. تحمل هذه الكتلة جزءًا من الزخم الزاوي للنجم، وبالتالي تعيد توزيع السرعة الزاوية، وربما تكون بعيدة بما يكفي حتى يخسر النجم السرعة الزاوية في رياح النجوم. وبالتالي يعتمد الدوران التفاضلي على فروق درجات الحرارة في المناطق المجاورة.

## قياس الدوران التفاضلي
هناك العديد من الطرق لقياس وحساب الدوران التفاضلي في النجوم لمعرفة ما إذا كانت خطوط العرض المختلفة لها سرعات زاوي مختلفة. الأكثر وضوحا هو تتبع البقع على سطح النجوم.
من خلال إجراء قياسات شمسيّة لـ "نماذجP "، يمكن استنتاج الدوران التفاضلي. لدى الشمس العديد من الأوضاع الصوتية التي تتذبذب في الداخل في وقت واحد، ويمكن أن يؤدي انعكاس تردداتها إلى دوران الجزء الداخلي من الشمس. هذا يختلف مع كل من العمق و(خاصة) خط العرض.
تعتمد الأشكال الموسعة لخطوط الامتصاص في الطيف الضوئي على vrotsin(i)، حيث i هي الزاوية بين خط البصر ومحور الدوران، مما يسمح بدراسة مكون خط البصر vrot. يتم حساب ذلك من تحويلات فورييه لأشكال الخطوط، باستخدام المعادلة (2) أدناه للحصول على vrot عند خط الاستواء والأعمدة. أنظر أيضًا الرسم 2. يظهر أيضًا الدوران التفاضلي الشمسي في الصور المغناطيسية والصور التي توضح قوة وموقع الحقول المغناطيسية الشمسية.
قد يكون من الممكن قياس الفرق بين النجوم التي تنبعث منها بانتظام مشاعل من البث اللاسلكي. باستخدام 7 سنوات من الملاحظات من القزم فائق البرودةM9 TVLM 513-46546، تمكن علماء الفلك من قياس التغيرات الطفيفة في أوقات وصول موجات الراديو. توضح هذه القياسات أن الموجات الراديوية يمكن أن تصل إلى 1-2 ثواني عاجلاً أم آجلاً بطريقة منهجية على مدى عدة سنوات. على الشمس، المناطق النشطة هي مصادر شائعة من مشاعل الراديو. واستنتج الباحثون إلى أن هذا التأثير كان أفضل تفسير للمناطق النشطة الناشئة والاختفاء عند خطوط عرض مختلفة، كما يحدث أثناء دورة البقع الشمسية.

## تأثيرات الدوران التفاضلي
من المتوقع أن تكون التدرجات في الدوران الزاوي الناجم عن إعادة توزيع الزخم الزاوي داخل طبقات الحمل الحراري للنجم محركًا رئيسيًا لتوليد الحقل المغنطيسي الواسع النطاق، من خلال آليات الديناميكا المائية (الدينامو) في المغلفات الخارجية. الواجهة بين هاتين المنطقتين هي حيث تكون تدرجات الدوران الزاوي الأقوى، وبالتالي من المتوقع أن تكون عمليات الدينامو هي الأكثر كفاءة.
يمثل الدوران التفاضلي الداخلي جزءًا من عمليات الخلط في النجوم، ويمزج المواد والحرارة/الطاقة للنجوم.
يؤثر الدوران التفاضلي على أطياف خط الامتصاص البصري النجمية من خلال توسيع الخط الناجم عن اختلاف خطوط دوبلر عبر السطح النجمي.
الدوران التفاضلي الشمسي يسبب القص في ما يسمى خط السرعة. هذه هي المنطقة التي يتغير فيها الدوران من التفاضلية في منطقة الحمل الحراري إلى دوران الجسم الصلب تقريبًا في الداخل، عند 0.71 نصف قطر شمسي من المركز.

## حساب الدوران التفاضلي
بالنسبة إلى البقع الشمسية المرصودة، يمكن حساب الدوران التفاضلي على النحو التالي:
{\displaystyle \Omega =\Omega _{0}-\Delta \Omega \sin ^{2}\Psi }
حيث أن {\displaystyle \Omega _{0}} هو معدل الدوران عند خط الاستواء، و{\displaystyle \Delta \Omega =(\Omega _{0}-\Omega _{\mathrm {pole} })} هو الفرق في السرعة الزاوية بين القطب وخط الاستواء، تسمى قوة القص الدوراني. (معادلة) هو خط العرض الهيليوغرافي، ويقاس من خط الاستواء.
- إن متبادل القص التناوب {\displaystyle {\frac {2\pi }{\Delta \Omega }}} هو وقت اللفة، أي الوقت المستغرق لخط الاستواء للقيام بلفة كاملة أكثر من القطبين.
- معدل الدوران التفاضلي النسبي هو نسبة القص الدوراني إلى معدل الدوران عند خط الاستواء:

{\displaystyle \alpha ={\frac {\Delta \Omega }{\Omega _{0}}}}
- يمكن تقريب معدل دوران دوبلر في الشمس (المقاس من خطوط امتصاص دوبلر)، على النحو التالي:

(معادلة)
حيث θ هو خط العرض المشترك (يقاس من القطبين).

## الدوران التفاضلي للشمس
على الشمس، دراسة التذبذبات كشفت عن أن الدوران ثابت تقريبًا مع الداخل الإشعاعي ومتغير مع نصف القطر وخط العرض ضمن المغلف الحراري، الشمس لديها سرعة دوران الاستوائية 2 كم/ثانية؛ دورانها التفاضلي يعني أن السرعة الزاوية تقل مع زيادة خطوط العرض. يقوم القطبان بعمل دورة واحدة كل 34.3 يومًا، بينما يتم قياس خط الاستواء كل 25.05 يومًا، كما يتم قياسها بالنسبة للنجوم البعيدة (الدوران النجمي).
الطبيعة المضطربة للغاية للحمل الشمسي والتباين الناجم عن الدوران تعقد ديناميكات النمذجة. تكون قياسات تبديد الجزيئات على الشمس ستة قيم أسية على الأقل أصغر من عمق المغلف الحراري. محاكاة مباشرة رقمية للحزم الحرارية يجب عليه أن يحل هذا المدى الكبير من الجداول في كل من الأبعاد الثلاثة. وبالنتيجة، جميع نماذج الدوران التفاضلي الشمسي عليه أن يحتوي على بعض التقديرات فيما يخص نقل الزخم والحرارة من قبل الحركات المضطربة غير المحوسبة بشكل واضح. وهكذا، مناهج النمذجة يمكن تصنيفها كنماذج حقل شحيح أو محاكاة لدوامة كبيرة طبقًا للتقديرات.

## الدوران التفاضلي لدرب التبانة
المجرات القرصية لا تدور كالأجسام الصلبة، ولكن تدور بشكل تفاضلي. سرعة الدوران كدالة لنصف القطر تسمى انحناء الدوران، وغالبًا ما تفسر كقياس كصورة لكتلة المجرة.
{\displaystyle v_{c}(R)={\sqrt {\frac {GM(<R)}{R}}}}
- {\displaystyle v_{c}(R),}، هي سرعة الدوران عند نصف القطر R
- {\displaystyle M(<R),}، هي الكتلة الكلية ضمن انصف القطر R